# Campionatul European de Atletism din 2024
A 26-a ediție a Campionatului European de Atletism s-a desfășurat între 7 și 12 iunie 2024 pe Stadionul Olimpic din Roma, Italia. Aceasta a fost a doua oară când Roma a găzduit acest eveniment, prima ediție găzduită de acest oraș având loc în 1974. S-au înscris în competiția pentru găzduirea Campionatului Roma și Katowice, Polonia. Italiei i-a fost acordată găzduirea competiției la congresul Asociației Europene de Atletism din 2020.

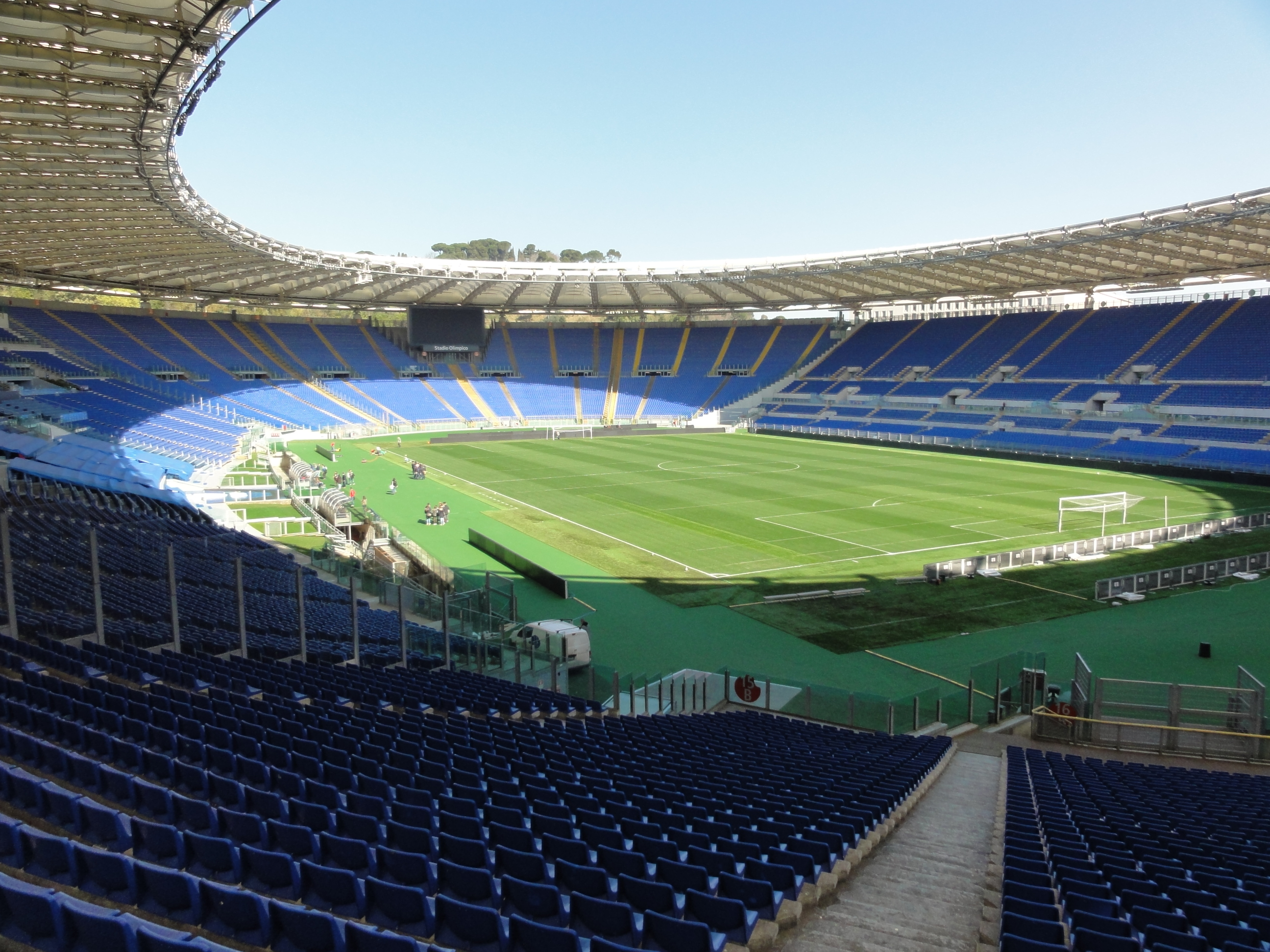
Stadionul Olimpic
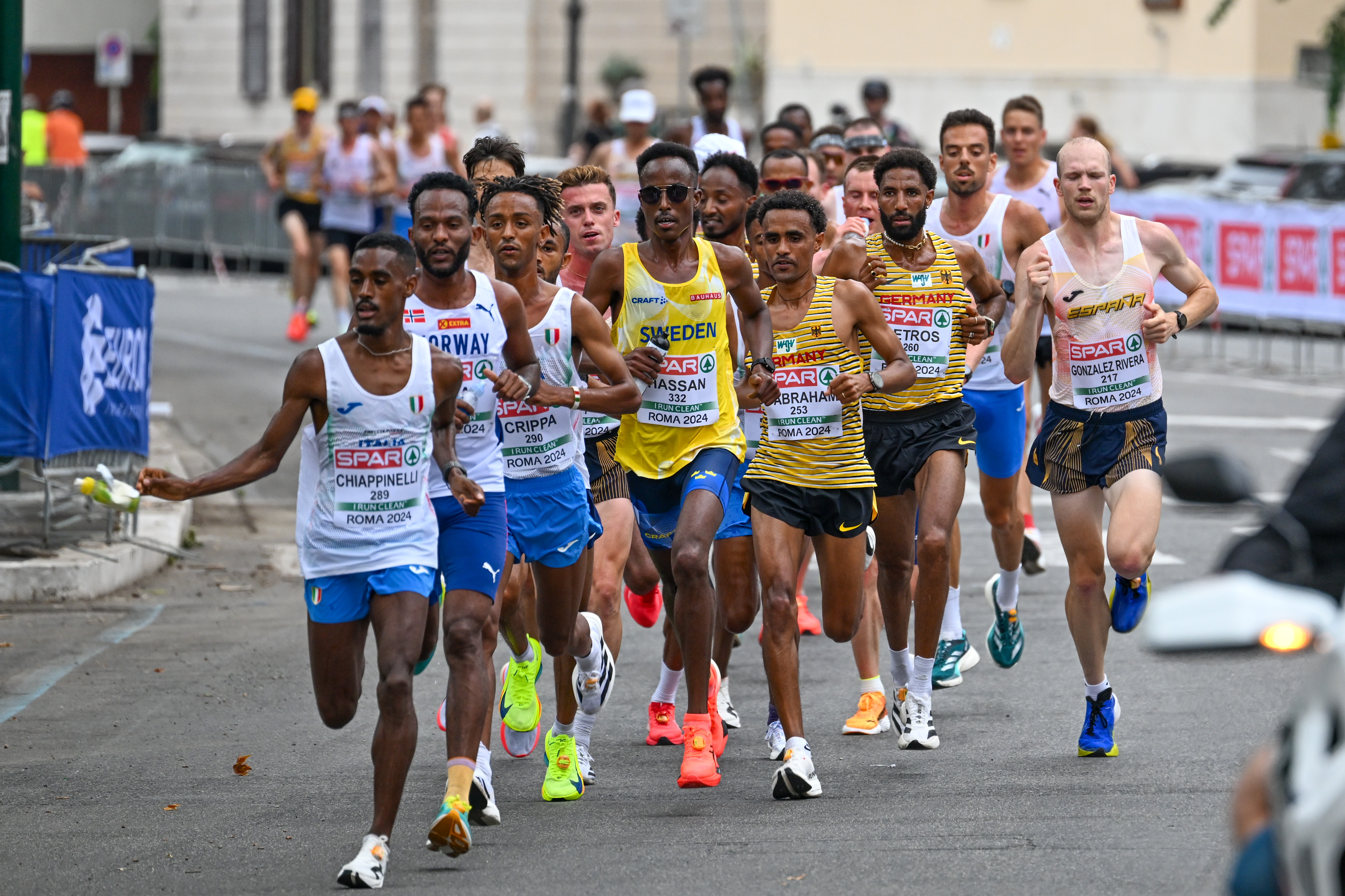
Semimaraton masculin

## Rezultate
RM - record mondial; RC - record al competiției; RE - record european; RN - record național; PB - cea mai bună performanță a carierei

### Masculin
| Probă sportivă       | Aur | Aur        | Argint                                                                                  | Argint     | Bronz                                                                                                  | Bronz      |
| 100 m                | Marcell Jacobs (ITA)                                                                                                  | 10,02      | Chituru Ali (ITA)                                                                       | 10,05 PB   | Romell Glave (GBR)                                                                                     | 10,06      |
| 200 m                | Timothé Mumenthaler (SUI)                                                                                             | 20,28      | Filippo Tortu (ITA)                                                                     | 20,41      | William Reais (SUI)                                                                                    | 20,47      |
| 400 m                | Alexander Doom (BEL)                                                                                                  | 44,15 RC   | Charles Dobson (GBR)                                                                    | 44,38 PB   | Liemarvin Bonevacia (NED)                                                                              | 44,88      |
| 800 m                | Gabriel Tual (FRA) | 1:44,87    | Mohamed Attaoui (ESP)                                                                   | 1:45,20    | Catalin Tecuceanu (ITA)                                                                                | 1:45,40    |
| 1500 m               | Jakob Ingebrigtsen (NOR)                                                                                              | 3:31,95 RC | Jochem Vermeulen (BEL)                                                                  | 3:33,30 PB | Pietro Arese (ITA)                                                                                     | 3:33,34    |
| 5000 m               | Jakob Ingebrigtsen (NOR)                                                                                              | 13:20,11   | George Mills (GBR)                                                                      | 13:21,38   | Dominic Lokinyomo Lobalu (SUI)                                                                         | 13:21,61   |
| 10 000 m             | Dominic Lobalu (SUI)                                                                                                  | 28:00,32   | Yann Schrub (FRA)                                                                       | 28:00,48   | Thierry Ndikumwenayo (ESP)                                                                             | 28:00,96   |
| Semimaraton          | Yemaneberhan Crippa (ITA)                                                                                             | 1:01:03 RC | Pietro Riva (ITA)                                                                       | 1:01:04    | Amanal Petros (GER)                                                                                    | 1:01:07    |
| Semimaraton          | Italia Yemaneberhan Crippa Pietro Riva Pasquale Selvarolo Eyob Faniel Yohanes Chiappinelli Daniele Meucci             | 3:03:34    | Israel Maru Teferi Gashau Ayale Girmaw Amare Haimro Alame Godadaw Belachew Tesema Moges | 3:04:09    | Germania Amanal Petros Samuel Fitwi Sibhatu Filimon Abraham Richard Ringer Simon Boch Hendrik Pfeiffer | 3:05:33    |
| 110 m garduri        | Lorenzo Simonelli (ITA)                                                                                               | 13,05      | Enrique Llopis (ESP)                                                                    | 13,16 PB   | Jason Joseph (SUI)                                                                                     | 13,43      |
| 400 m garduri        | Karsten Warholm (NOR)                                                                                                 | 46,98 RC   | Alessandro Sibilio (ITA)                                                                | 47,50 RN   | Carl Bengtström (SWE)                                                                                  | 47,94 RN   |
| 3000 m obstacole     | Alexis Miellet (FRA)                                                                                                  | 8:14,01 PB | Djilali Bedrani (FRA)                                                                   | 8:14,36    | Karl Bebendorf (GER)                                                                                   | 8:14,41 PB |
| Ștafetă 4×100 m      | Italia Matteo Melluzzo Lamont Marcell Jacobs Lorenzo Patta Filippo Tortu Roberto Rigali* Lorenzo Ndele Simonelli*     | 37,82      | Țările de Jos Elvis Afrifa Taymir Burnet Xavi Mo-Ajok Nsikak Ekpo                       | 38,46      | Germania Kevin Kranz Owen Ansah Deniz Almas Lucas Ansah-Peprah                                         | 38,52      |
| Ștafetă 4×400 m      | Belgia · Jonathan Sacoor · Robin Vanderbemden · Dylan Borlée · Alexander Doom · Florent Mabille* · Christian Iguacel* | 2:59,84    | Italia Luca Sito Vladimir Aceti Riccardo Meli Edoardo Scotti Brayan Lopez*              | 3:00,81    | Germania Manuel Sanders Jean Paul Bredau Marc Koch Emil Agyekum Lukas Krappe* Tyler Prenz*             | 3:00,82    |
| 20 km marș           | Perseus Karlström (SWE)                                                                                               | 1:19:13    | Paul McGrath (ESP)                                                                      | 1:19:31    | Francesco Fortunato (ITA)                                                                              | 1:19:54    |
| Săritura în înălțime | Gianmarco Tamberi (ITA)                                                                                               | 2,37 RC    | Vladîslav Lavskîi (UKR)                                                                 | 2,29 =PB   | Oleh Doroșciuk (UKR)                                                                                   | 2,26       |
| Săritura cu prăjina  | Armand Duplantis (SWE)                                                                                                | 6,10 RC    | Emmanouil Karalis (GRE)                                                                 | 5,87 PB    | Ersu Şaşma (TUR) · Oleg Zernikel (GER)                                                                 | 5,82       |
| Săritura în lungime  | Miltiadis Tentoglou (GRE)                                                                                             | 8,65 RC    | Mattia Furlani (ITA)                                                                    | 8,38       | Simon Ehammer (SUI)                                                                                    | 8,31       |
| Triplusalt           | Jordan Díaz (ESP) | 18,18 RC   | Pedro Pichardo (POR)                                                                    | 18,04 RN   | Thomas Gogois (FRA)                                                                                    | 17,38 PB   |
| Aruncarea greutății  | Leonardo Fabbri (ITA)                                                                                                 | 22,45 RC   | Filip Mihaljević (CRO)                                                                  | 21,20      | Michał Haratyk (POL)                                                                                   | 20,94      |
| Aruncarea discului   | Kristjan Čeh (SLO) | 68,08      | Lukas Weißhaidinger (AUT)                                                               | 67,70      | Mykolas Alekna (LTU)                                                                                   | 67,48      |
| Aruncarea suliței    | Jakub Vadlejch (CZE)                                                                                                  | 88,65      | Julian Weber (GER)                                                                      | 85,94      | Oliver Helander (FIN)                                                                                  | 85,75      |
| Aruncarea ciocanului | Wojciech Nowicki (POL)                                                                                                | 80,95      | Bence Halász (HUN)                                                                      | 80,49      | Mîhailo Kohan (UKR)                                                                                    | 80,18      |
| Decatlon             | Johannes Erm (EST) | 8764       | Sander Skotheim (NOR)                                                                   | 8635       | Makenson Gletty (FRA)                                                                                  | 8606 PB    |

* Atletul a participat doar la calificări, dar a primit o medalie.

### Feminin
| Probă sportivă       | Aur | Aur         | Argint                                                                                             | Argint      | Bronz | Bronz       |
| 100 m                | Dina Asher-Smith (GBR) | 10,99       | Ewa Swoboda (POL)                                                                                  | 11,03       | Zaynab Dosso (ITA)                                                                                           | 11,03       |
| 200 m                | Mujinga Kambundji (SUI) | 22,49       | Daryll Neita (GBR)                                                                                 | 22,50       | Hélène Parisot (FRA)                                                                                         | 22,63 PB    |
| 400 m                | Natalia Kaczmarek (POL) | 48,98       | Rhasidat Adeleke (IRL)                                                                             | 49,07       | Lieke Klaver (NED)                                                                                           | 50,08       |
| 800 m                | Keely Hodgkinson (GBR) | 1:58,65     | Gabriela Gajanová (SVK)                                                                            | 1:58,79     | Anaïs Bourgoin (FRA)                                                                                         | 1:59,30     |
| 1500 m               | Ciara Mageean (IRL) | 4:04,66     | Georgia Bell (GBR)                                                                                 | 4:05,33     | Agathe Guillemot (FRA)                                                                                       | 4:05,69     |
| 5000 m               | Nadia Battocletti (ITA) | 14:35,29 RC | Karoline Bjerkeli Grøvdal (NOR)                                                                    | 14:38,62 PB | Marta García (ESP)                                                                                           | 14:44,04 RN |
| 10 000 m             | Nadia Battocletti (ITA) | 30:51,32 RN | Diane van Es (NED)                                                                                 | 30:57,24 PB | Megan Keith (GBR)                                                                                            | 31:04,77    |
| Semimaraton          | Karoline Bjerkeli Grøvdal (NOR)                                                                                                   | 1:08:09 RC  | Joan Chelimo Melly (ROU)                                                                           | 1:08:55     | Calli Hauger-Thackery (GBR)                                                                                  | 1:08:58     |
| Semimaraton          | Regatul Unit Calli Hauger-Thackery Abbie Donnelly Clara Evans Lauren McNeil                                                       | 3:29:01     | Germania Melat Yisak Kejeta Domenika Mayer Esther Pfeiffer Fabienne Königstein Katharina Steinruck | 3:31:59     | Spania Laura Luengo Esther Navarrete Fatima Azzahraa Ouhaddou Nafie Meritxell Soler Lidia Campo Laura Méndez | 3:33:16     |
| 100 m garduri        | Cyréna Samba-Mayela (FRA) | 12,31 RC    | Ditaji Kambundji (SUI)                                                                             | 12,40       | Pia Skrzyszowska (POL)                                                                                       | 12,42 PB    |
| 400 m garduri        | Femke Bol (NED) | 52,49 RC    | Louise Maraval (FRA)                                                                               | 54,23 PB    | Cathelijn Peeters (NED)                                                                                      | 54,37       |
| 3000 m obstacole     | Alice Finot (FRA) | 9:16,22     | Gesa Felicitas Krause (GER)                                                                        | 9:18,06     | Elizabeth Bird (GBR)                                                                                         | 9:18,39     |
| Ștafetă 4×100 m      | Regatul Unit Dina Asher-Smith Desirèe Henry Amy Hunt Daryll Neita Asha Philip*                                                    | 41,91       | Franța Orlann Oliere Gémima Joseph Hélène Parisot Sarah Richard Maroussia Paré*                    | 42,15       | Țările de Jos Nadine Visser Marije van Hunenstijn Minke Bisschops Tasa Jiya                                  | 42,46       |
| Ștafetă 4×400 m      | Țările de Jos Lieke Klaver Cathelijn Peeters Lisanne de Witte Femke Bol Eveline Saalberg* Anne van de Wiel* Myrte van der Schoot* | 3:22,39     | Irlanda Sophie Becker Rhasidat Adeleke Phil Healy Sharlene Mawdsley Lauren Cadden*                 | 3:22,71 RN  | Belgia · Naomi Van Den Broeck · Imke Vervaet · Cynthia Bolingo · Helena Ponette · Camille Laus*              | 3:22,95     |
| 20 km marș           | Antonella Palmisano (ITA) | 1:28:09     | Valentina Trapletti (ITA)                                                                          | 1:28:37     | Liudmila Oleanovska (UKR)                                                                                    | 1:28:48     |
| Săritura în înălțime | Iaroslava Mahucih (UKR) | 2,01        | Angelina Topić (SRB)                                                                               | 1,97        | Irina Herașcenko (UKR)                                                                                       | 1,97        |
| Săritura cu prăjina  | Angelica Moser (SUI) | 4,78 =RN    | Aikaterini Stefanidi (GRE)                                                                         | 4,73        | Molly Caudery (GBR)                                                                                          | 4,73        |
| Săritura în lungime  | Malaika Mihambo (GER) | 7,22        | Larissa Iapichino (ITA)                                                                            | 6,94        | Agate de Sousa (POR)                                                                                         | 6,91        |
| Triuplusalt          | Ana Peleteiro-Compaoré (ESP) | 14,85       | Tuğba Danışmaz (TUR)                                                                               | 14,57 RN    | Ilionis Guillaume (FRA)                                                                                      | 14,43       |
| Aruncarea greutății  | Jessica Schilder (NED) | 18,77       | Jorinde van Klinken (NED)                                                                          | 18,67       | Yemisi Ogunleye (GER)                                                                                        | 18,62       |
| Aruncarea discului   | Sandra Elkasević (CRO) | 67,04       | Jorinde van Klinken (NED)                                                                          | 65,99       | Liliana Cá (POR)                                                                                             | 64,53       |
| Aruncarea suliței    | Victoria Hudson (AUT) | 64,62       | Adriana Vilagoš (SRB)                                                                              | 64,42       | Marie-Therese Obst (POR)                                                                                     | 63,50 PB    |
| Aruncarea ciocanului | Sara Fantini (ITA) | 74,18       | Anita Włodarczyk (POL)                                                                             | 72,92       | Rose Loga (FRA)                                                                                              | 72,68 PB    |
| Heptatlon            | Nafissatou Thiam (BEL) | 6848 RC     | Auriana Lazraq-Khlass (FRA)                                                                        | 6635 PB     | Noor Vidts (BEL)                                                                                             | 6596 PB     |

* Atleta a participat doar la calificări, dar a primit o medalie.

### Mixt
| Probă sportivă | Aur                                                                          | Aur        | Argint                                                       | Argint     | Bronz                                                                       | Bronz   |
| 4 x 400 m      | Irlanda Christopher O'Donnell Rhasidat Adeleke Thomas Barr Sharlene Mawdsley | 3:09,92 RC | Italia Luca Sito Anna Polinari Edoardo Scotti Alice Mangione | 3:10,69 RN | Țările de Jos Liemarvin Bonevacia Lieke Klaver Isaya Klein Ikkink Femke Bol | 3:10,73 |

* Atletul a participat doar la calificări, dar a primit o medalie.

## Clasament pe medalii

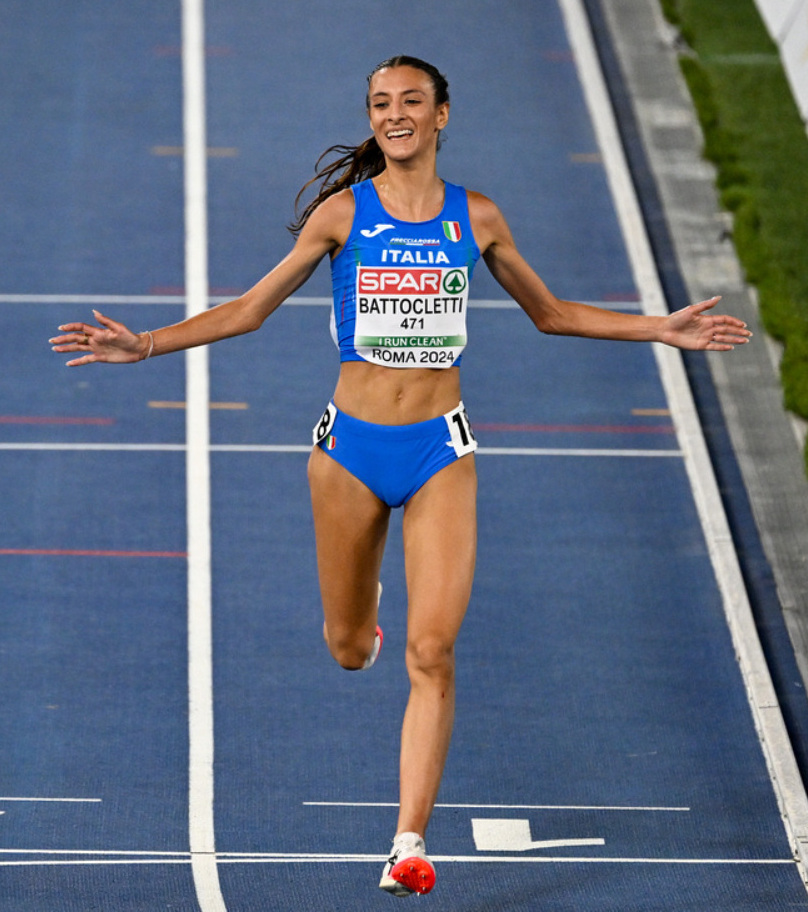
Italianca Nadia Battocletti a cucerit două medalii de aur

| Loc   | Țară          | Aur | Argint | Bronz | Total |
| ----- | ------------- | --- | ------ | ----- | ----- |
| 1     | Italia        | 11  | 9      | 4     | 24    |
| 2     | Franța        | 4   | 5      | 7     | 16    |
| 3     | Regatul Unit  | 4   | 4      | 5     | 13    |
| 4     | Norvegia      | 4   | 2      | 1     | 7     |
| 5     | Elveția       | 4   | 1      | 4     | 9     |
| 6     | Țările de Jos | 3   | 4      | 5     | 12    |
| 7     | Belgia        | 3   | 1      | 2     | 6     |
| 8     | Spania        | 2   | 3      | 3     | 8     |
| 9     | Polonia       | 2   | 2      | 2     | 6     |
| 10    | Irlanda       | 2   | 2      | 0     | 4     |
| 11    | Suedia        | 2   | 0      | 1     | 3     |
| 12    | Germania      | 1   | 3      | 7     | 11    |
| 13    | Grecia        | 1   | 2      | 0     | 3     |
| 14    | Ucraina       | 1   | 1      | 4     | 6     |
| 15    | Austria       | 1   | 1      | 0     | 2     |
| 15    | Croația       | 1   | 1      | 0     | 2     |
| 17    | Cehia         | 1   | 0      | 0     | 1     |
| 17    | Estonia       | 1   | 0      | 0     | 1     |
| 17    | Slovenia      | 1   | 0      | 0     | 1     |
| 20    | Serbia        | 0   | 2      | 0     | 2     |
| 21    | Portugalia    | 0   | 1      | 2     | 3     |
| 22    | Turcia        | 0   | 1      | 1     | 2     |
| 23    | Israel        | 0   | 1      | 0     | 1     |
| 23    | România       | 0   | 1      | 0     | 1     |
| 23    | Slovacia      | 0   | 1      | 0     | 1     |
| 23    | Ungaria       | 0   | 1      | 0     | 1     |
| 27    | Finlanda      | 0   | 0      | 1     | 1     |
| 27    | Lituania      | 0   | 0      | 1     | 1     |
| Total | Total         | 49  | 49     | 50    | 148   |

## Participarea României la campionat

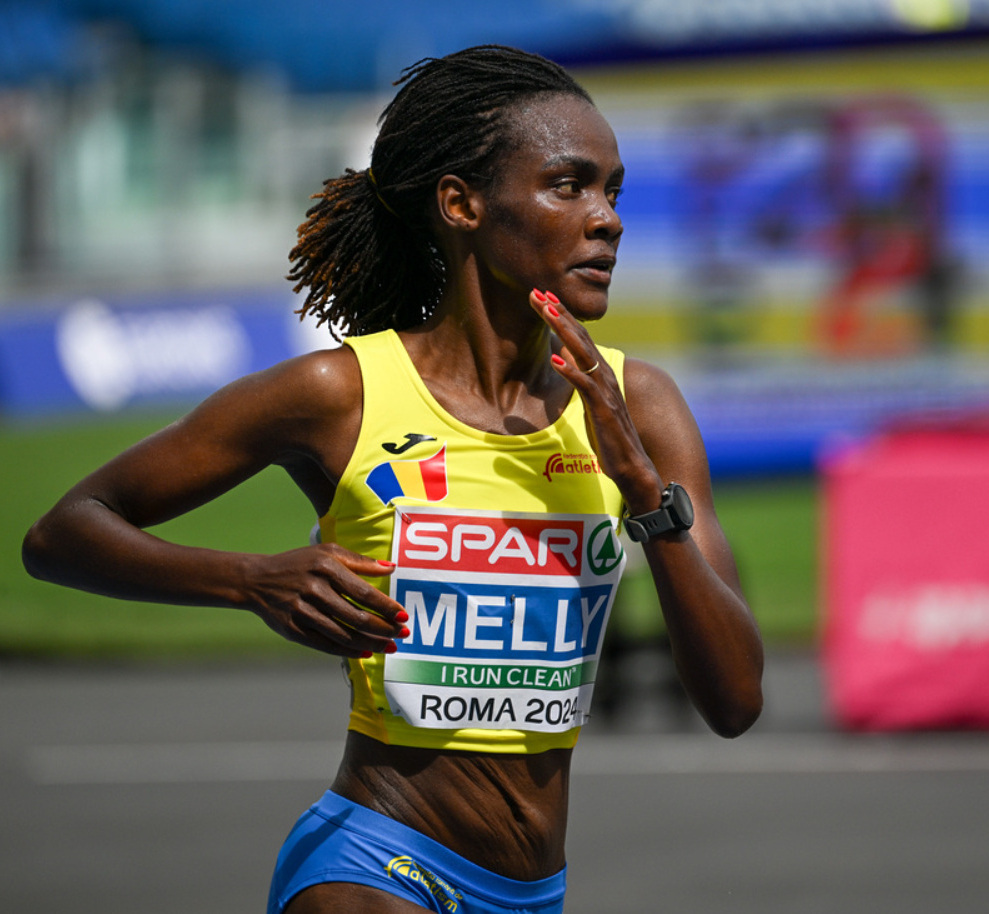
Joan Chelimo Melly a câștigat medalia de argint la semimaraton

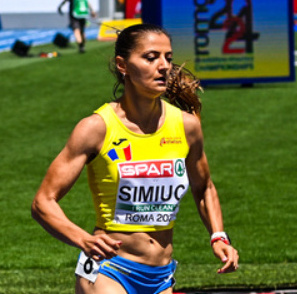
Petronela Simiuc a participat la 1500 m

23 de atleți (15 la feminin și 8 la masculin) au reprezentat România.
- Joan Chelimo Melly – semimaraton – locul 2
- Stella Rutto – 3000 m obstacole – locul 4
- Andrea Miklós – 400 m – locul 5
- Diana Ion – triplusalt – locul 5
- Mădălina Sîrbu – semimaraton – locul 65
- Rareș Toader – greutate – locul 7
- Florentina Iusco – triplusalt – locul 9, lungime – locul 15
- Alina Rotaru-Kottmann – lungime – locul 9
- Răzvan Grecu – triplusalt – locul 13
- Alin Firfirică – disc – locul 14
- Alexandru Novac – suliță - locul 17
- Răzvan Nicoară – triplusalt – locul 19
- Andreea Taloș – triplusalt – locul 20
- Bianca Ghelber – ciocan – locul 20
- Alin Anton – 110 m garduri – locul 26
- Marius Musteață – greutate – locul 27
- Petronela Simiuc – 1500 m – locul 27
- Diana Lătărețu – 20 km marș – locul 28
- Mihaela Blaga – 3000 m obstacole – locul 32
- Anamaria Nesteriuc – 100 m garduri – locul 33
- Nicolae Soare – semimaraton – locul 55
- Ștefania Uță – 400 m garduri – NT
- Delvine Relin Meringor – semimaraton – DS[3]

## Participarea Republicii Moldova la campionat
Șașe atleți au reprezentat Republica Moldova.
- Zalina Marghieva – ciocan – locul 6
- Andrian Mardare – suliță - locul 11
- Serghei Marghiev – ciocan - locul 11
- Alexandra Emilianov – disc - locul 11
- Dimitriana Bezede – greutate - locul 14
- Andreea Stăvilă – 3000 m obstacole - locul 21